# Scyphostelma granatensis
Scyphostelma granatensis är en oleanderväxtart som beskrevs av Henri Ernest Baillon. Scyphostelma granatensis ingår i släktet Scyphostelma och familjen oleanderväxter. Inga underarter finns listade i Catalogue of Life.